# Madagaszkár az 1980. évi nyári olimpiai játékokon
Madagaszkár a szovjetunióbeli Moszkvában megrendezett 1980. évi nyári olimpiai játékok egyik részt vevő nemzete volt. Az országot az olimpián 4 sportágban 11 sportoló képviselte, akik érmet nem szereztek.

## Atlétika
Férfi
| Versenyző             | Versenyszám | Előfutam | Előfutam | Előfutam | Elődöntő | Elődöntő | Elődöntő | Döntő   | Döntő    |
| Versenyző             | Versenyszám | Idő      | Hely.    | Össz.    | Idő      | Hely.    | Össz.    | Idő     | Helyezés |
| --------------------- | ----------- | -------- | -------- | -------- | -------- | -------- | -------- | ------- | -------- |
| Tisbite Rakotoarisoa  | 800 m       | 1:50,5   | 6.       | 27.      | kiesett  | kiesett  | kiesett  | kiesett | kiesett  |
| Tisbite Rakotoarisoa  | 1500 m      | 3:55,81  | 9.       | 33.      | kiesett  | kiesett  | kiesett  | kiesett | kiesett  |
| Jules Randrianarivelo | 10 000 m    | 31:18,4  | 11.      | 31.      |          |          |          | kiesett | kiesett  |
| Jules Randrianarivelo | Maraton     |          |          |          |          |          |          | 2:19:23 | 25.      |

Női
| Versenyző              | Versenyszám | Előfutam | Előfutam | Előfutam | Elődöntő | Elődöntő | Elődöntő | Döntő   | Döntő    |
| Versenyző              | Versenyszám | Idő      | Hely.    | Össz.    | Idő      | Hely.    | Össz.    | Idő     | Helyezés |
| ---------------------- | ----------- | -------- | -------- | -------- | -------- | -------- | -------- | ------- | -------- |
| Albertine Rahéliarisoa | 800 m       | 2:11,67  | 6.       | 23.      | kiesett  | kiesett  | kiesett  | kiesett | kiesett  |
| Albertine Rahéliarisoa | 1500 m      | 4:30,72  | 12.      | 22.      | kiesett  | kiesett  | kiesett  | kiesett | kiesett  |

## Cselgáncs
| Versenyző             | Versenyszám | Csoport | 32-es főtábla                          | Nyolcaddöntő             | Negyeddöntő       | Elődöntő          | Vigaszág negyeddöntő | Vigaszág elődöntő | Bronz- mérkőzés   | Döntő             | Helyezés |
| Versenyző             | Versenyszám | Csoport | Ellenfél Eredmény                      | Ellenfél Eredmény        | Ellenfél Eredmény | Ellenfél Eredmény | Ellenfél Eredmény    | Ellenfél Eredmény | Ellenfél Eredmény | Ellenfél Eredmény | Helyezés |
| --------------------- | ----------- | ------- | -------------------------------------- | ------------------------ | ----------------- | ----------------- | -------------------- | ----------------- | ----------------- | ----------------- | -------- |
| Mamodaly Ashikhoussen | Légsúly     | A       | Szpírosz Szpíru (CYP) · V              | kiesett                  | kiesett           | kiesett           |                      |                   |                   |                   | 19.      |
| Sylvain Rabary        | Harmatsúly  | A       | Konsztandínosz Konsztandínu (CYP) · GY | Raymond Neenan (GBR) · V | kiesett           | kiesett           |                      |                   |                   |                   | 13.      |

## Ökölvívás
| Versenyző            | Versenyszám | Selejtező         | 32-es főtábla                        | Nyolcaddöntő           | Negyeddöntő       | Elődöntő          | Döntő             | Helyezés |
| Versenyző            | Versenyszám | Ellenfél Eredmény | Ellenfél Eredmény                    | Ellenfél Eredmény      | Ellenfél Eredmény | Ellenfél Eredmény | Ellenfél Eredmény | Helyezés |
| -------------------- | ----------- | ----------------- | ------------------------------------ | ---------------------- | ----------------- | ----------------- | ----------------- | -------- |
| Anicet Sambo         | Pehelysúly  | erőnyerő          | Barthelémy Adoukonu (BEN) · kizárták | kiesett                | kiesett           | kiesett           | kiesett           | 17.      |
| Sylvain Rajefiarison | Könnyűsúly  |                   | Jesper Garnell (DEN) · 0:5           | kiesett                | kiesett           | kiesett           | kiesett           | 17.      |
| Paul Rasamimanana    | Váltósúly   |                   | Csjef Imre (HUN) · KO                | John Mugabi (UGA) · KO | kiesett           | kiesett           | kiesett           | 9.       |

## Úszás
Férfi
| Versenyző        | Versenyszám    | Előfutam | Előfutam | Előfutam | Elődöntő | Elődöntő | Elődöntő | Döntő   | Döntő    |
| Versenyző        | Versenyszám    | Idő      | Hely.    | Össz.    | Idő      | Hely.    | Össz.    | Idő     | Helyezés |
| ---------------- | -------------- | -------- | -------- | -------- | -------- | -------- | -------- | ------- | -------- |
| Zoë Andrianifaha | 100 m gyors    | 1:04,92  | 8.       | 38.      | kiesett  | kiesett  | kiesett  | kiesett | kiesett  |
| Zoë Andrianifaha | 100 m mell     | 1:21,42  | 6.       | 24.      |          |          |          | kiesett | kiesett  |
| Zoë Andrianifaha | 100 m pillangó | 1:14,72  | 7.       | 34.      | kiesett  | kiesett  | kiesett  | kiesett | kiesett  |

Női
| Versenyző          | Versenyszám    | Előfutam | Előfutam | Előfutam | Elődöntő | Elődöntő | Elődöntő | Döntő   | Döntő    |
| Versenyző          | Versenyszám    | Idő      | Hely.    | Össz.    | Idő      | Hely.    | Össz.    | Idő     | Helyezés |
| ------------------ | -------------- | -------- | -------- | -------- | -------- | -------- | -------- | ------- | -------- |
| Bako Ratsifa       | 100 m gyors    | 1:07,21  | 6.       | 25.      |          |          |          | kiesett | kiesett  |
| Bako Ratsifa       | 100 m pillangó | 1:09,43  | 6.       | 23.      |          |          |          | kiesett | kiesett  |
| Nicole Rajoharison | 100 m mell     | 1:24,83  | 6.       | 24.      |          |          |          | kiesett | kiesett  |
| Nicole Rajoharison | 200 m mell     | 3:12,40  | 6.       | 25.      |          |          |          | kiesett | kiesett  |